# هوندا سی‌بی۱۲۵تی‌دی
هوندا سی‌بی۱۲۵تی‌دی سوپردریم (انگلیسی: Honda CB125TD Super Dream) یک موتورسیکلت ۱۲۴ سی‌سی (۷٫۶ مکعب اینچ) هوا خنک، چهارزمانه و دوسیلندر است که توسط شرکت موتور هوندا بین سال‌های ۱۹۸۲ تا ۱۹۸۸ تولید شد، این محصول به عنوان نسخه اسپورت‌تر هوندا سی‌دی۱۲۵تی‌سی در نظر گرفته شده بود، به‌طور مشابه به حداکثر توان خروجی ۱۷ اسب بخار (۱۳ کیلووات) محدود شد، مطابق با الزامات مجوز موقت آن زمان بود، به طوری که می‌توان آن را برای موتورسواران تازه‌کار استفاده کرد.